# Hemicephalis agenoria
Hemicephalis agenoria là một loài bướm đêm trong họ Noctuidae.